# Spaccanapoli
Pour le groupe musical, voir Spakka-Neapolis 55.

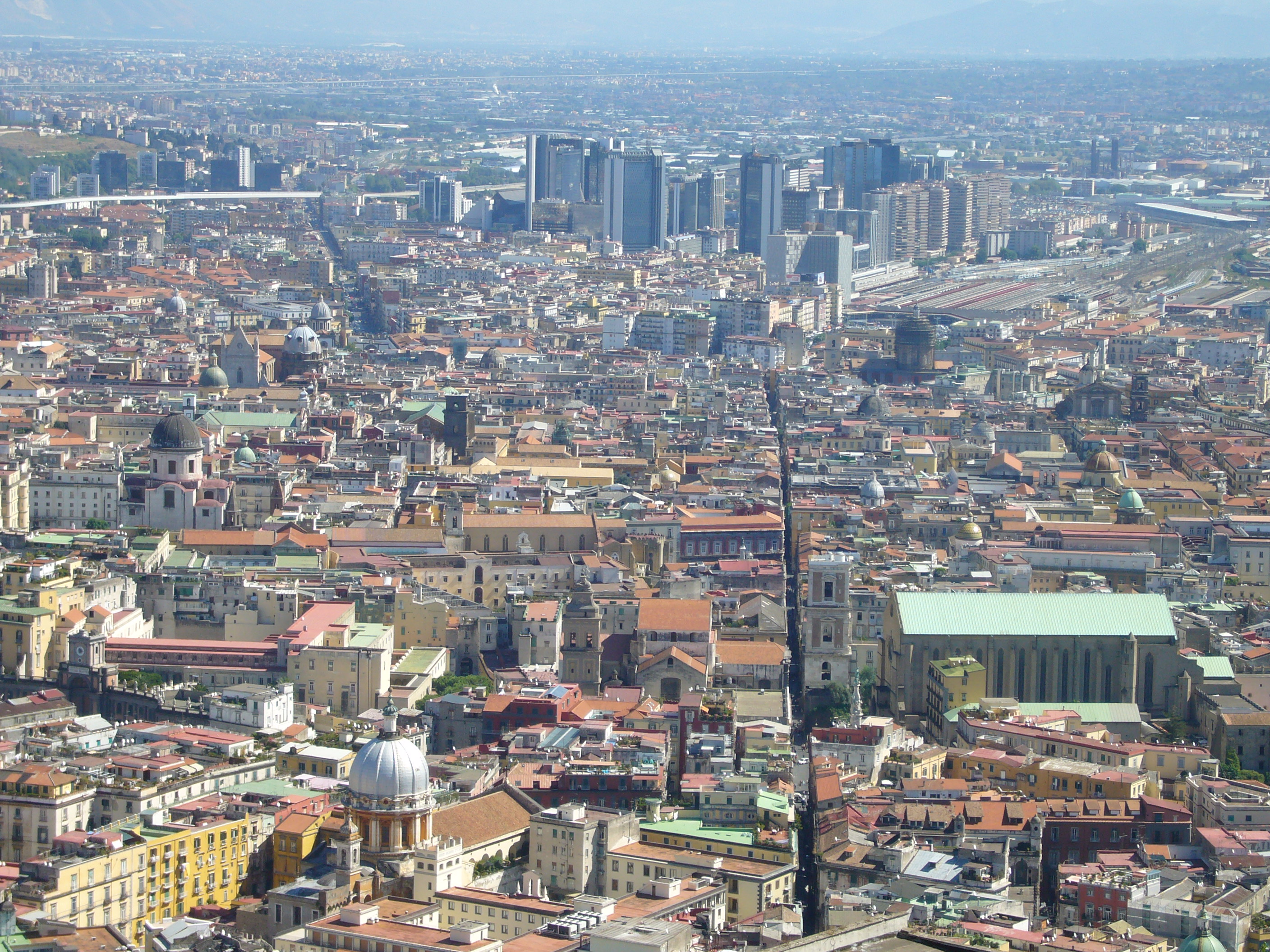
Spaccanapoli vue depuis le château Sant'Elmo

Spaccanapoli est le nom d'une des artères principales les plus animées du centre historique de Naples, l'un des trois decumanus de l'ancienne Néapolis.
Son nom (qu'on pourrait traduire littéralement en français par il fend Naples) lui vient de ce qu'il divise nettement la ville entre l'est et l'ouest, suivant le tracé de l'ancien decumanus inférieur, conforme au plan hippodamien des centres de villes antiques. À noter que les deux autres decumanus (le decumanus maximus, qui suit l'actuelle via dei Tribunali, et le décumanus supérieur qui suit via dell'Anticaglia) n'ont pas conservé la totalité du tracé de l'époque gréco-romaine, à la suite d'interventions urbanistiques successives.
Longue d'environ deux kilomètres, Spaccanapoli se compose d'une succession de plusieurs rues :
- Via Pasquale Scura qui part du haut des Quartieri Spagnoli
- Via Benedetto Croce et via San Biagio dei Librai et qui correspondent à l'antique tracé urbain d'époque romaine.
- Une partie de via Forcella.

## Histoire du tracé
À l'origine le tracé débutait de la Piazza San Domenico Maggiore et se prolongeait jusqu'à la via Duomo ; à l'époque romaine la voie s'élargit et engloba aussi la zone de l'actuelle piazza del Gesù Nuovo comme en témoignent les vestiges des thermes romains retrouvés sous le cloître des Clarisses de la basilique Santa Chiara.
Entre le Moyen Âge et le XIXe siècle, Spaccanapoli s'enrichit de complexes monastiques et de nombreux palais. Parmi les édifices principaux, on peut citer :
- La basilique Santa Chiara
- L'Église du Gesù Nuovo
- L'église Santa Marta
- L'église San Francesco delle Monache (it)
- L'église San Domenico Maggiore
- L'église San Nicola a Pistaso
- Palazzo Filomarino
- Palazzo Venezia (Naples)
- Palazzo Petrucci
- Palazzo Pinelli
- Palazzo del Panormita
- Palazzo di Sangro
- Palazzo di Sangro di Casacalenda
- Palazzo Marigliano
- Piazzetta Nilo

Durant la Renaissance la voie subit d'énormes changements, les structures gothiques déjà citées sont réaménagées, ou bien de nouveaux édifices furent construits sur le terrain d'anciens palais démolis. Les principaux architectes de la Renaissance napolitaine furent Giovanni Francesco Mormando (it) et Giovanni Francesco Di Palma (it) qui conçurent le Palazzo Marigliano et le Palazzo Pinelli.
Durant le XVIe siècle, le vice-roi Don Pedro Álvarez de Toledo engagea un projet d'expansion territoriale vers la colline de San Martino et aligna Spaccanapoli avec une artère des Quartieri Spagnoli, de façon à les relier avec le centre de la cité. Entre les XVIIe et XVIIIe siècles les édifices privés et de culte subirent de nombreux remaniements. Au XIXe siècle, quelques palaces furent de nouveaux restaurés dans leurs formes originales, et seulement au cours du siècle suivant, à la suite de dommages causés par la Seconde Guerre mondiale, la basilique Santa Chiara retrouva sa structure gothique dissimulée par des stucs.
Une des caractéristiques de la zone de Spaccanapoli est le marché des crèches de Noël concentré principalement dans la via San Gregorio Armeno, un des cardi qui unissent Spaccanapoli à la via dei Tribunali.

## Galerie

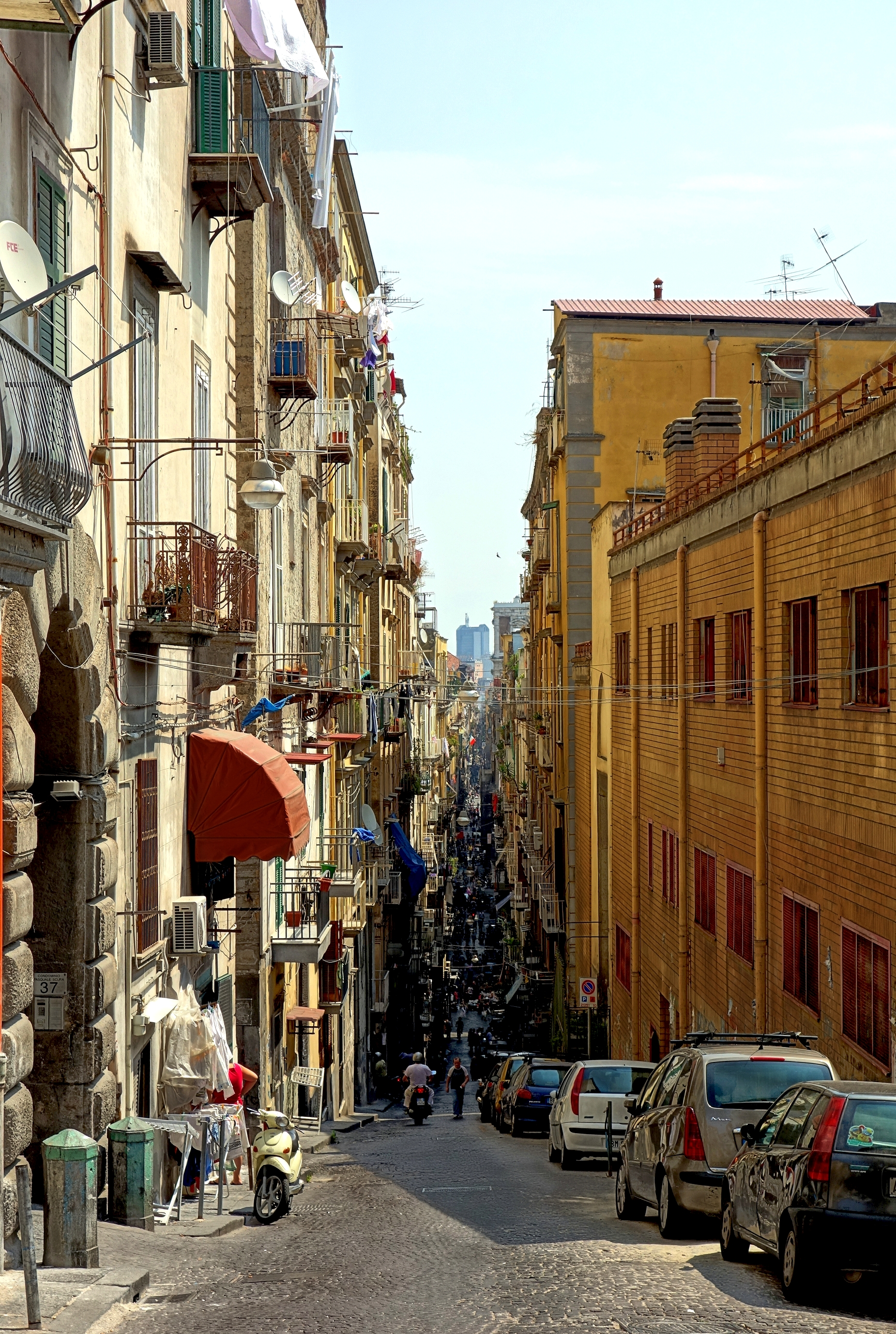
Vue générale
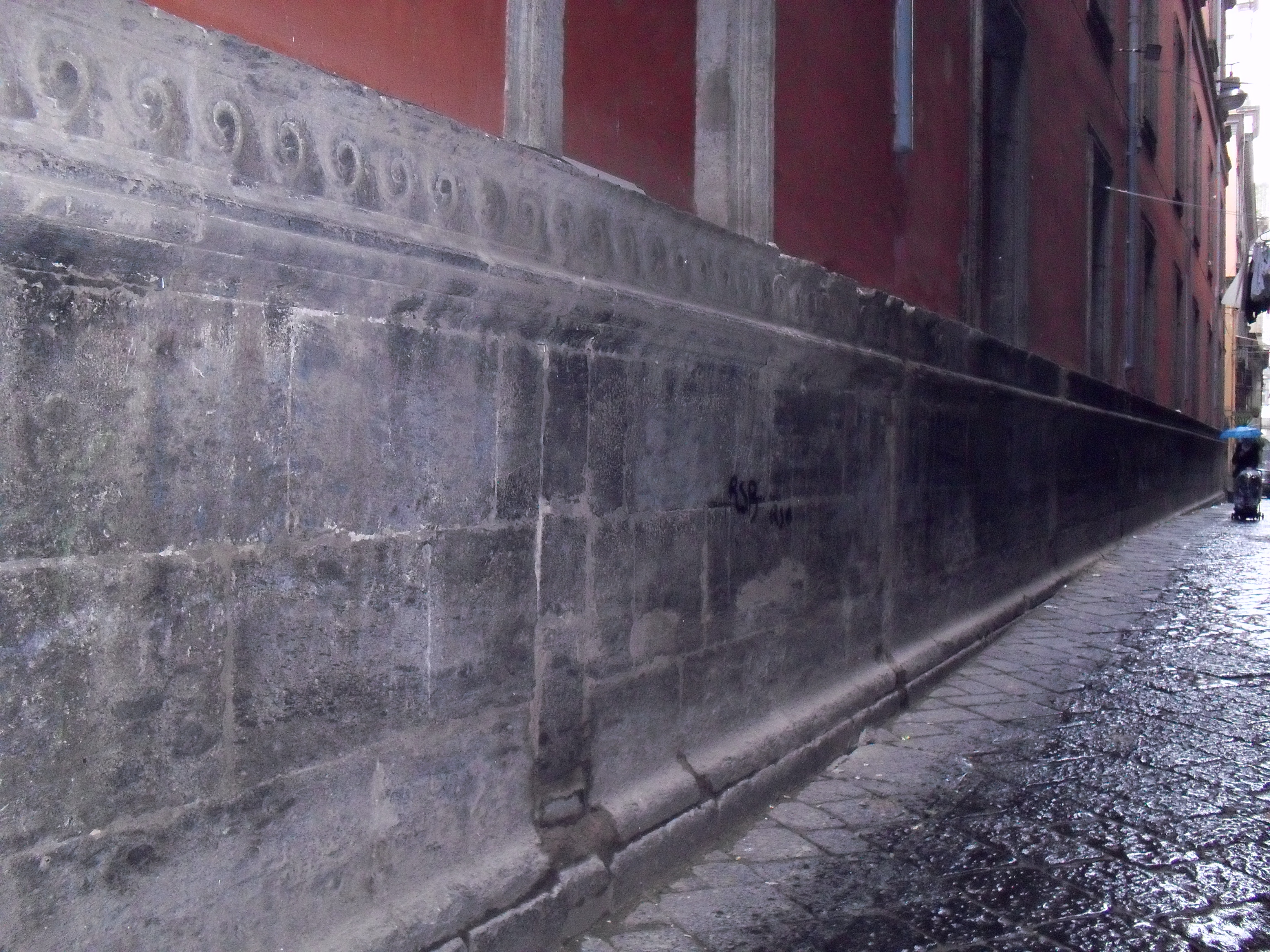
Soubassement en piperno de la façade du palazzo del Monte di pietà.
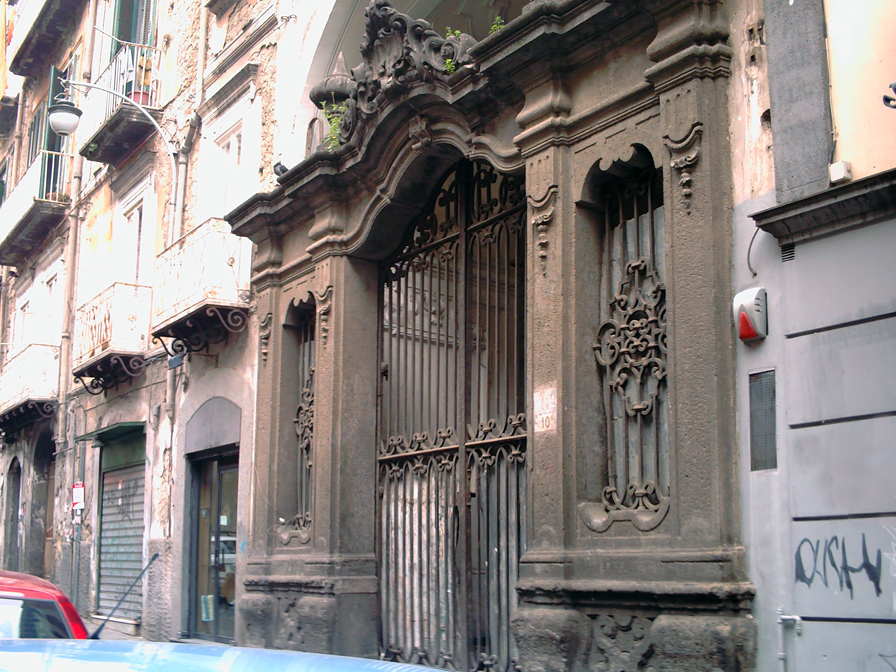
Portail de San Francesco delle Monache.
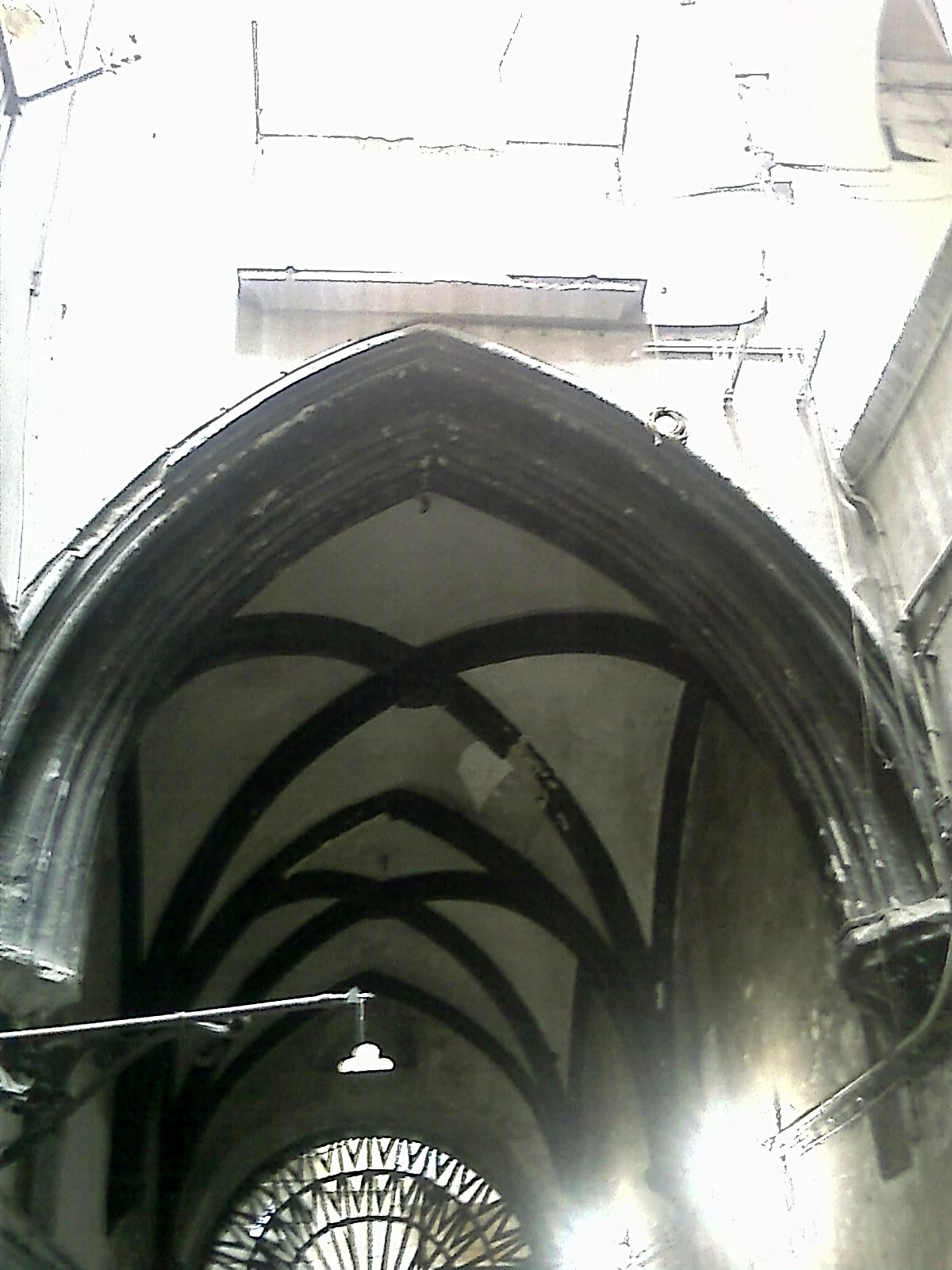
Voûtes ogivales dans un édifice de la piazzetta Nilo.
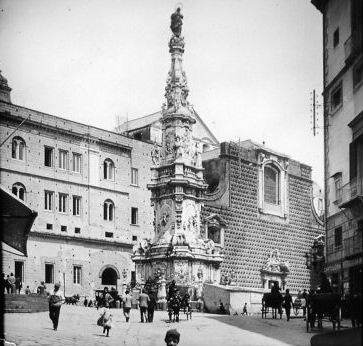
Piazza del Gesù Nuovo à la fin du XIXe siècle.
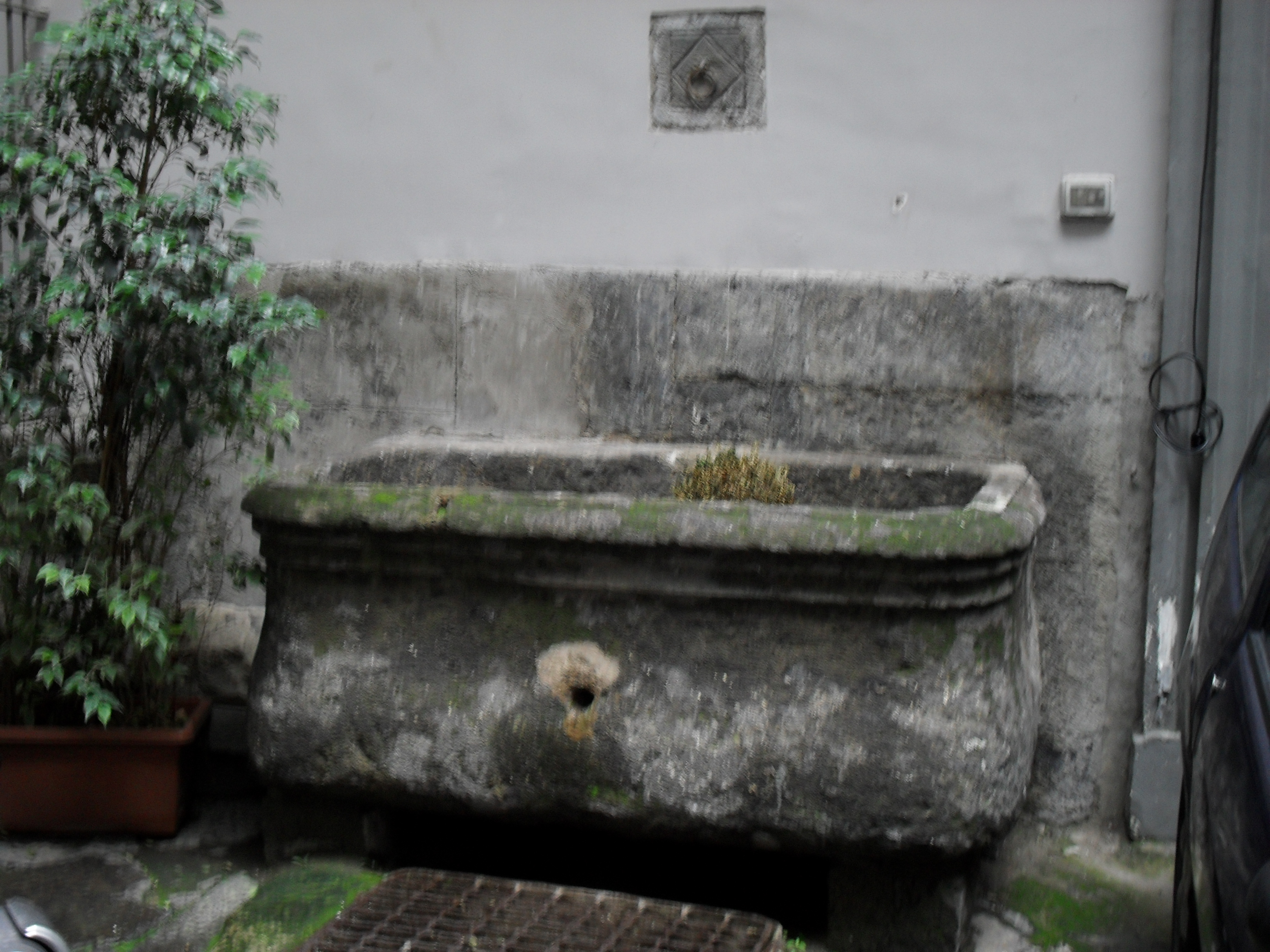
Abreuvoir pour chevaux au Palazzo Sangro.
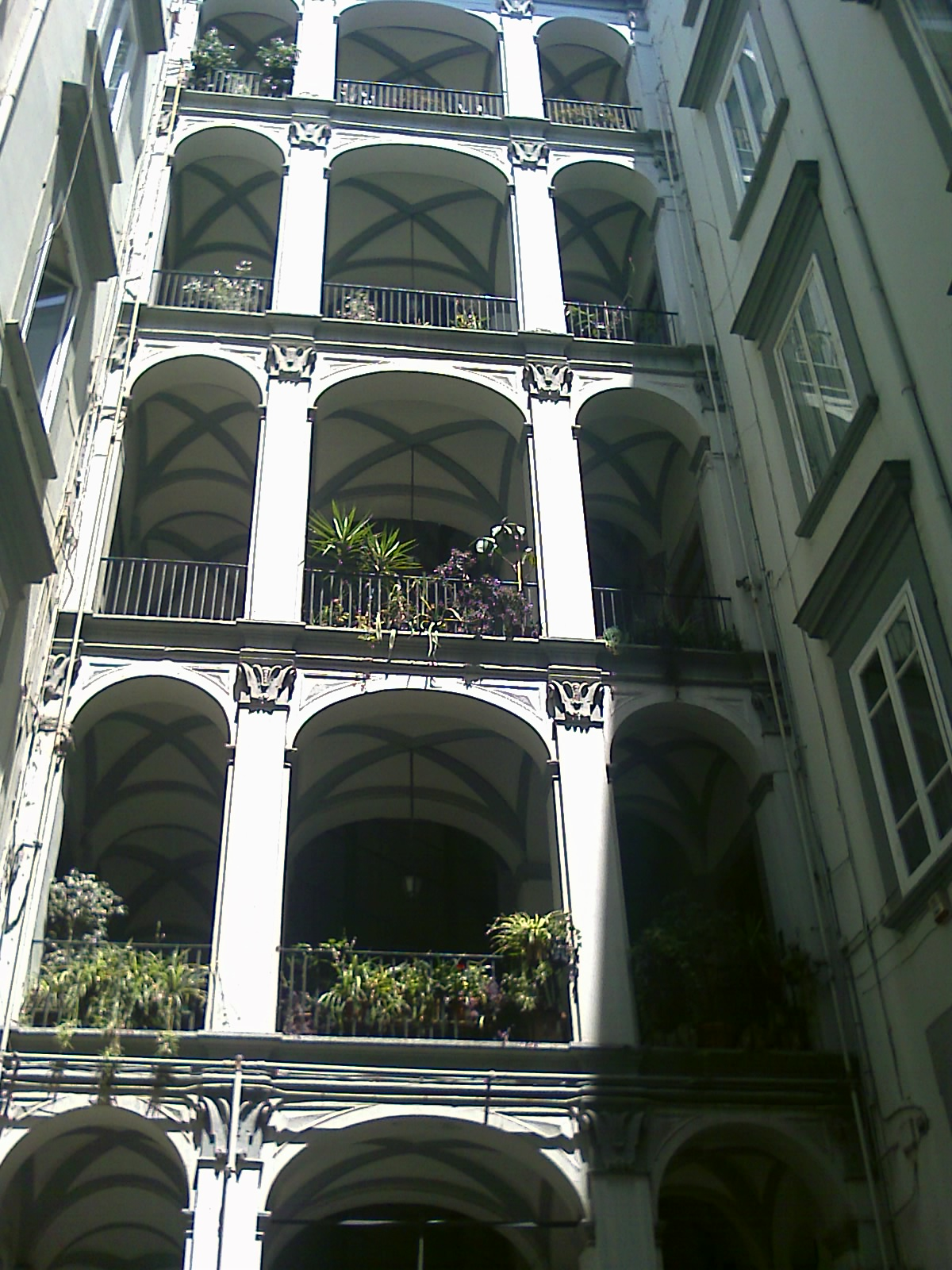
Escaliers ouverts au Palazzo Tufarelli.
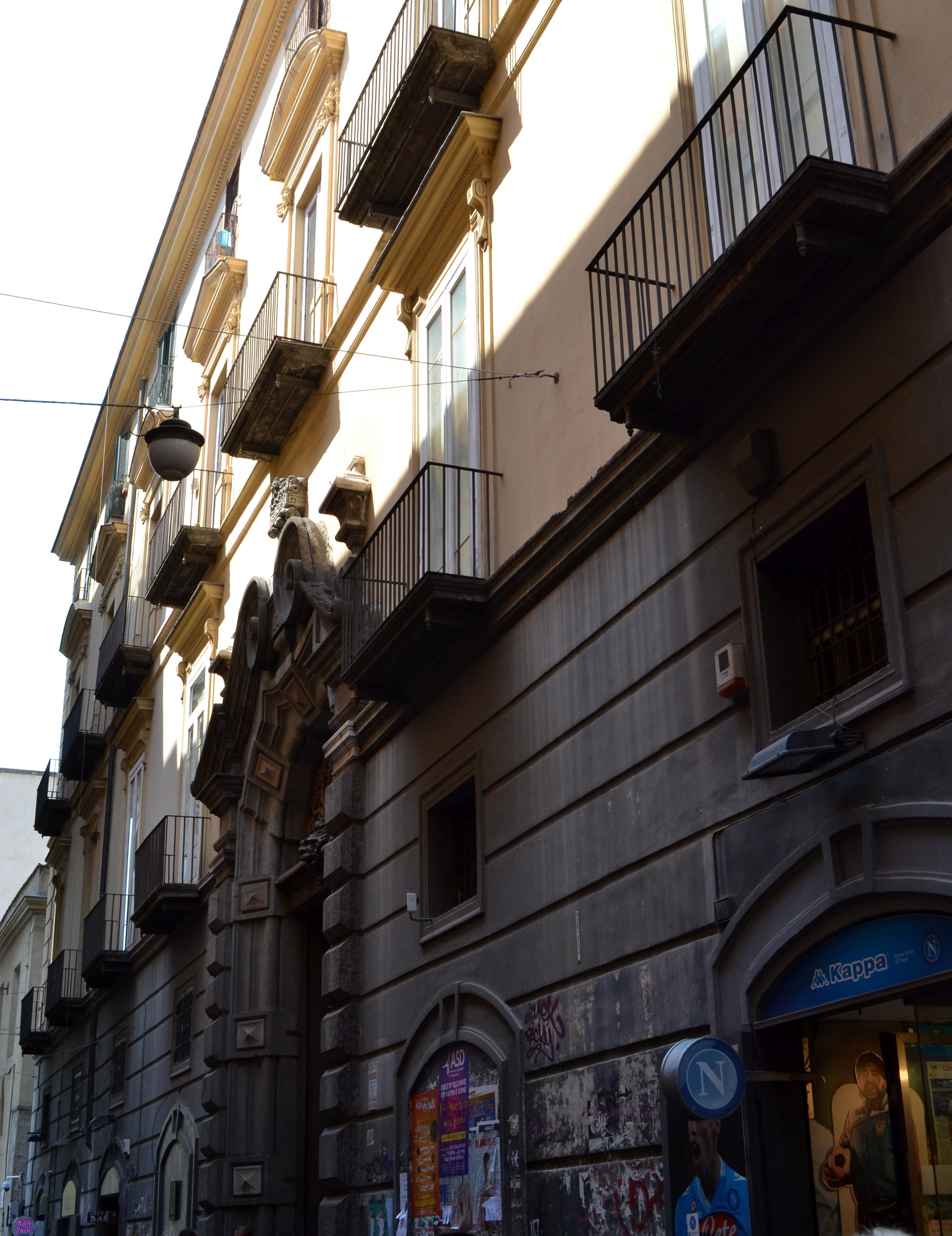
Portail d'entrée du palazzo Filomarino.
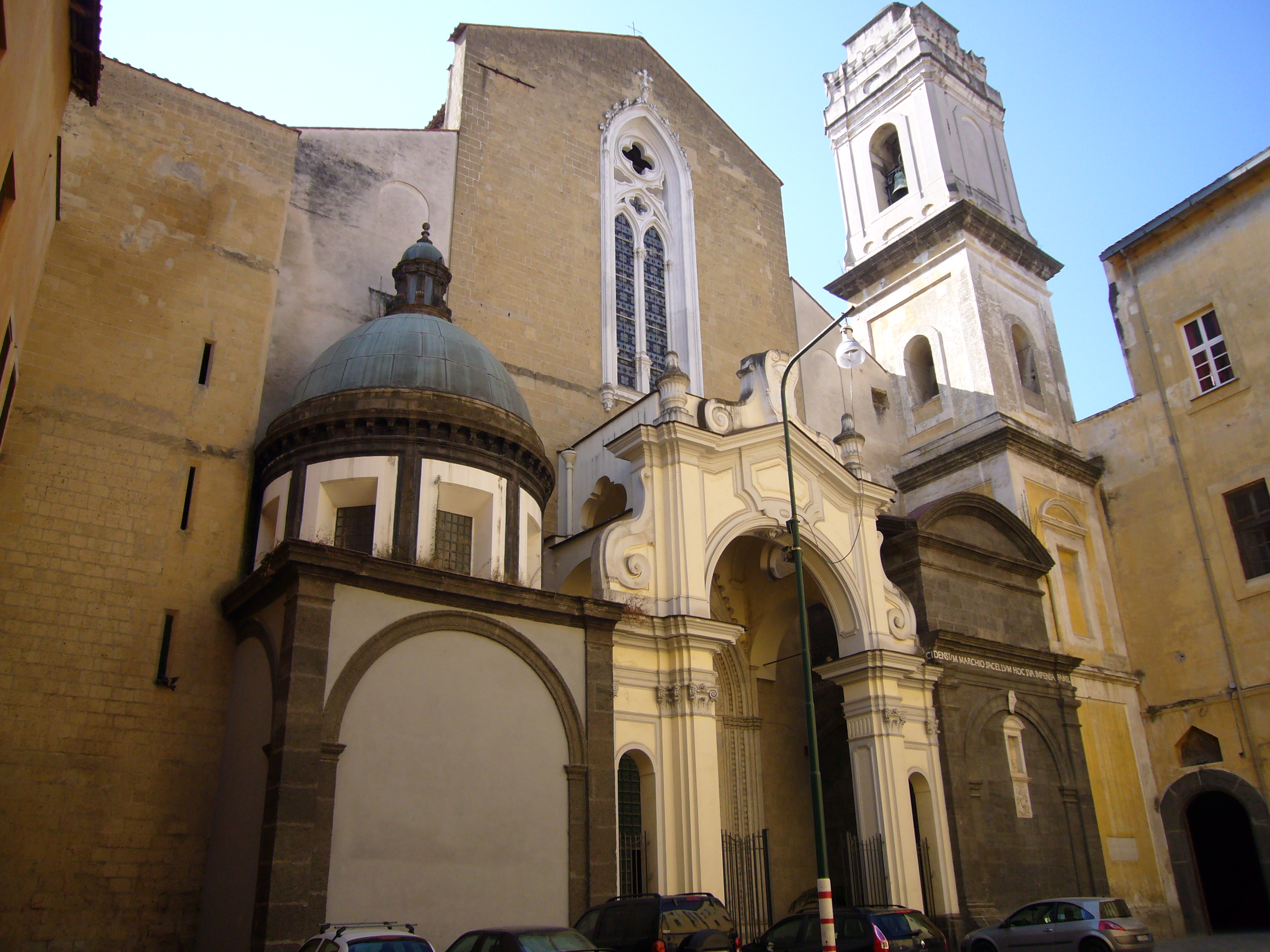
Entrée de San Domenico Maggiore.